# ميوكو أساهينا
ميوكو أساهينا (باليابانية: 朝比奈三代子) هي منافسة ألعاب القوى يابانية، ولدت في 24 سبتمبر 1969 في اليابان.

## وصلات خارجية
- ميوكو أساهينا على موقع الاتحاد الدولي لألعاب القوى (الإنجليزية)